# Jangra Kangri
Jangra Kangri (také Yangra Kangri nebo Ganesh I) je hora vysoká 7 422 m n. m. nacházející se v pohoří Himálaj na hranici mezi Nepálem a Čínskou lidovou republikou.

## Prvovýstup
Prvovýstup provedli dne 24. října 1955 Eric Guachet, Claude Kogan a Raymond Lambert. Na vrchol bylo od té doby velmi málo výstupů.